# 基娅拉·丰塔尼利亚
基娅拉·法比奥拉·雷耶斯·丰塔尼利亚（英語：Kiara Fabiola Reyes Fontanilla；2000年7月1日—），菲律宾和美国女子足球运动员，司职守门员，目前效力于马尼拉挖掘者足球俱乐部和菲律宾国家女子足球队。她曾代表菲律宾参加2022年亚足联女子亚洲杯和2023年国际足联女子世界杯等多场国际赛事。